# Igelkullen (Bogsta socken, Södermanland)
Igelkullen är en sjö i Nyköpings kommun i Södermanland och ingår i Trosaån-Svärtaåns kustområde.